# 선교 양종
선교 양종(禪敎兩宗)은 조선 시대 세종 6년에 기존의 불교 종파들이 선종과 교종의 양종으로 통폐합되었던 조선 시대의 불교 종파를 일컫는 낱말이다.
고려 말기에 나타난 불교의 폐단으로 인해 조선 시대에는 억불숭유(抑佛崇儒) 정책이 강조되어 불교는 많은 법난을 겪었다. 이에 따라 한창 번성하고 있던 불교의 모든 종단이 위축 일로를 걷게 되어, 마침내 5교양종이 세종 6년에 선교양종(禪敎兩宗)으로 바뀌게 되었다.

## 성립 과정
조선 태종 6년(1406) 3월의 의정부(議政府) 상계(上啓)에는 조계종(曹溪宗) · 총지종(摠持宗) · 천태소자종(天台疏字宗) · 천태법사종(千台法事宗) · 화엄종(華嚴宗) · 도문종(道門宗) · 자은종(慈恩宗) · 중도종(中道宗) · 신인종(神印宗) · 남산종(南山宗) · 시흥종(始興宗) 등 11종(宗)의 명칭이 보이는데, 다음 해 의정부 계서(啓書)에는 조계종 · 화엄종 · 자은종 · 중신종 · 총남종 · 시흥종의 6종명만 보인다.
이에 의하면 태종 6년 3월까지는 11종이 있었으나 곧 총지종과 남산종을 합쳐서 총남종으로 만들고, 중도종과 신인종을 합하여 중신종으로, 천태소자종과 천태법사종을 합쳐 천태종으로 만들어, 조계종 · 천태종 · 총남종 · 화엄종 · 자은종 · 중신종 · 시흥종의 7종으로 폐합했던 것을 알 수 있다.
그 후 세종 6년(1424)에 예조(禮曺)의 계청(啓請)에 의하여 7종이던 종단을 폐합하여 2종으로 하였다. 즉 봉은사(奉恩寺)를 본사로 하여 조계종 · 천태종 · 총남종을 선종(禪宗)으로 하고 봉선사(奉先寺)를 본사로 하여 화엄종 · 자은종 · 중신종 · 시흥종을 합하여 교종(敎宗)으로 하여 선 · 교 양종(兩宗)으로 만들었다. 이리하여 양종 각각 18개사, 합하여 36개사만 남기고 모든 사원을 폐지하였다. 이때 흥천사(興天寺)를 선종도회소(禪宗都會所)로, 흥덕사(興德寺)를 교종도회소(敎宗都會所)로 삼았다.
이와 같은 불교 종파와 사찰의 폐합이 이루어진 것은 사찰의 수와 종파를 축소시킴으로써 많은 사찰 재산과 노비를 몰수하고 재정적인 이득을 취하려는 정치적 목적을 달성하고 숭유억불의 의도와 정책을 관철시키기 위한 것이었다.

## 참고 문헌
- 이 문서에는 다음커뮤니케이션(현 카카오)에서 GFDL 또는 CC-SA 라이선스로 배포한 글로벌 세계대백과사전의 내용을 기초로 작성된 글이 포함되어 있습니다.